# Fiat - OTO Melara 6614
Le Fiat - OTO Melara 6614 est un véhicule blindé totalement amphibie de transport de troupes  italien tout-terrain à quatre roues, conçu et fabriqué en Italie par le consortium Fiat V.I. - OTO Melara SpA. Conçu entre la fin des années 1960 et le début 1970, ce véhicule offrait des performances nettement supérieures à celles de ses concurrents directs, 10 fantassins et leur matériel pouvaient prendre place à bord de ce véhicule avec tous les moyens de communication modernes de l'époque. Son énorme avantage fut ses capacités amphibies que n'offraient pas ses concurrents.

## Historique
Au tout début des années 1970, le groupement FIAT - OTO Melara développa, à la demande de l'armée italienne, des prototypes de véhicules blindés 4 x 4 (Tipo 6614) et (Tipo 6616) qui, bien qu'ayant des configurations différentes, utilisaient des pièces polyvalentes. Un grand nombre de composants sont communs avec des véhicules civils de série ce qui permit de réduire les coûts de production et de garantir une excellente fiabilité,  mais surtout de faciliter la maintenance avec la garantie d'obtenir des pièces de rechange partout dans le monde. 
Le Tipo 6614 sera utilisé par la police italienne et sera beaucoup exporté : en Libye, au Pérou, en Somalie et en Tunisie. Au total ce sont 1 160 exemplaires qui seront fabriqués en Italie jusqu'en 1984, et Asia Motors Incorported a acheté une licence pour le fabriquer en Corée sous l'appellation KM900. 
La caisse du Tipo 6614 est en acier, entièrement soudée, dont l'épaisseur est de 8 mm. Elle assure au véhicule une protection contre les armes individuelles et les pièces d'artillerie légère. Le pilote est assis à l'avant du véhicule sur la gauche, avec le moteur à sa droite. Le compartiment des troupes, situé à l'arrière, abrite dix fantassins entièrement équipés et le commandant de bord, assis sur des sièges individuels rabattables. 
Les soldats peuvent sortir par deux portes, une sur chaque côté de la caisse ou par une rampe à commande mécanique placée à l'arrière. Le véhicule est pourvu de dix fentes de tir dont quatre sur chaque flanc incluant celle de la porte plus une de part et d'autre de la rampe. Au-dessus de chaque fente est aménagé un épiscope. Sur le toit à l'avant est installé l'armement principal constitué d'une coupole semblable à celle du M-113 avec une trappe s'ouvrant à l'arrière, des périscopes permettant une observation tous azimuts et d'une mitrailleuse de 12,7 mm M2 HBB. Le véhicule peut-être également équipé d'une tourelle armée d'une mitrailleuse jumelée de 7,62 mm. Une version comporte un lance-roquettes italien de 51 mm téléguidé, propulsant 48 fusées à raison de dix par seconde. 
Le moteur Fiat V.I. est couplé à une boîte de vitesses à commande manuelle, disposant de cinq rapports avant et un arrière, ainsi qu'à une boîte de transfert à deux vitesses. Le Tipo 6614, totalement amphibie, est propulsé dans l'eau par ses roues à une vitesse de 4,5 km/h, mais avant de pénétrer en milieu aquatique il est nécessaire de mettre en marche les pompes électriques de cale pour absorber l'eau s'infiltrant par la porte ou par la rampe. On peut se procurer en option toute une gamme d'équipements comprenant divers appareils de vision nocturne passifs, des lance-grenades fumigènes, une climatisation, un extincteur, un câble de 40 m ainsi qu'un treuil placé à l'avant de la caisse d'une puissance de 4 500 kg. Ce dernier est utilisé pour secourir d'autres véhicules, ou pour l'auto-dépannage.
Le consortium présentera peu après un dérivé de ce véhicule blindé rapide sur une commande spéciale de l'armée italienne, le modèle blindé avec canon Fiat - OTO Melara 6616. 
La répartition des tâches entre les deux constructeurs fut ainsi établie : Fiat fournit le moteur et les composants mécaniques et OTO Melara la coque blindée et la tourelle. 
Le premier prototype du 6614 a été achevé en 1972 et les 50 premiers véhicules ont été livrés aux Carabiniers la même année. 
La version 6616 avec un canon comme armement principal du tourelleau est un Rheinmetall MK 20 Rh 202 de 20 mm, qui a une débattement en site de -5° à +35°, peut pivoter sur 360°. La rotation est à commande électrique et a une vitesse de pointe de 40° par seconde, tandis que l'altitude maximale est de 25 degrés par seconde. La répartition des munitions à bord est de 400 coups de 20 mm. En plus du canon, le véhicule est aussi équipé d'une mitrailleuse de 7,62 mm qui comprend 1 000 pièces de munitions. De chaque côté du toureleau il y a un lance grenades électrique pour fumigènes. 
Ce véhicule est utilisé, entre autres, par la Corée du Sud qui l'a produit sous licence sous l'appellation KM900, l'Argentine et la Tunisie. 

La production du FIAT 6616 a cessé vers 1984.
Entre 1990 et les années 2000, l'armée italienne a retiré les FIAT 6614 de ces rangs. Seules quelques exemplaires sont toujours conservé par l'armée italienne a des fins de commémorations.
Le Fiat 6614 italienne est encore techniquement en service, à l'intérieur de la "Polizia di Stato" (police de l'État)

## Pays utilisateurs
Type 6614
- Argentine
- Italie
  - Aeronautica militare - 110
  - Armée de terre italienne - 14
  - Arme des Carabiniers - 150
  - Police - 50
- Corée du Sud - 400[2]
- Libye - 200
- Pérou
  - Armée péruvienne - 15
- Somalie - 270
- Tunisie - 110
- Venezuela - 24

Nota: Le nombre représente les commandes globales pour chaque pays. La réalité actuelle peut être différente à la suite d'acquisitions/cessions entre États.

## Autres véhicules militaires
- Italie Fiat - OTO Melara 6616 dérivé du 6614